# Taha Hussein
Pour les articles homonymes, voir Hussein.
Taha Hussein (arabe : طه حسين), né le 14 novembre 1889 à Al-Minya et mort le 28 octobre 1973 au Caire est un universitaire, romancier, essayiste et critique littéraire égyptien. Il a perdu la vue enfant, à la suite d'une ophtalmie mal soignée. Il fut ministre de l'Éducation nationale entre janvier 1950 et janvier 1952.

## Biographie
Il est né au sein d'une famille modeste dans un village de la Moyenne-Égypte en 1889, il est le septième d'une fratrie de treize enfants. Il perd la vue à l'âge de quatre ans, des suites d'une conjonctivite mal soignée. Cette rencontre précoce avec les conséquences de la pauvreté et de l'ignorance le marquera pour la vie. Il a étudié à la mosquée-université d'al-Azhar. Puis, il suit les cours de la nouvellement créée Université Fouad Ier. Il bénéficie ensuite d'une bourse d'État pour poursuivre ses études à Paris, où il arrive en 1914, et y soutient une thèse d'État sur Ibn Khaldoun à la Sorbonne en 1919, sous la direction d'Émile Durkheim.
Quand il revient de France en 1919, il travaille comme professeur d'histoire ancienne jusqu'en 1925. Dès son retour en Égypte, il s'est appliqué à moderniser l'enseignement supérieur et à dynamiser la vie culturelle du pays. Il a également été professeur de littérature arabe à la faculté des lettres du Caire, doyen de cette faculté en 1930, premier recteur de l'université d'Alexandrie, créée par lui en 1942, contrôleur général de la culture, conseiller technique, sous-secrétaire d'État au ministère de l'Instruction Publique, puis finalement ministre de l’Éducation Nationale. Une volonté extraordinaire et une grande rigueur permettent à ce jeune aveugle, issu d'un milieu modeste et paysan, une ascension sociale impressionnante.

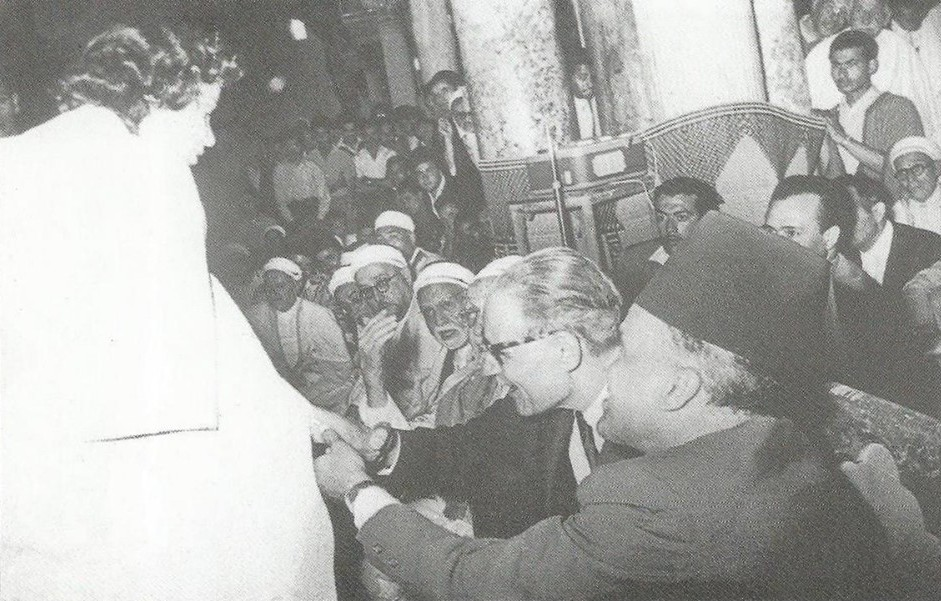
Taha Hussein avec Habib Bourguiba, Mohamed Tahar Ben Achour et Mohamed Abdelaziz Djaït (La Zitouna, Tunis, 1957).

Sur le plan littéraire, il commence comme de nombreux écrivains de la Nahda, par des travaux de traduction (dont les tragédies de Sophocle). Son œuvre principale, Al-Ayyâm (littéralement Les Jours, traduite en français sous les titres Le Livre des jours pour les deux premiers tomes puis La traversée intérieure pour le dernier), est une autobiographie à la troisième personne. Le premier tome décrit la vie dans le village de son enfance, au bord du Nil. Il y décrit l'apprentissage précoce de la solitude dont, aveugle, il souffre. Le deuxième tome relate ses années d'étudiant au Caire, notamment à l'Université Al-Azhar. Le dernier tome se déroule entre Le Caire, Paris et Montpellier, et décrit ses années d'études en France sur fond de Première Guerre mondiale, la vie parisienne, la découverte de l'amour, la guerre, ses difficultés. Dans ce livre, simplicité, lyrisme, et même humour, tissent le style de Taha Hussein. La critique acérée de Taha Hussein n'épargne pas la vénérable institution d'Al-Azhar.

## Une critique littéraire historique
Son livre de critique littéraire sur la poésie pré-islamique (Fî al-Chiʿr al-jâhilî, De la poésie pré-islamique (en)), publié en 1926, lui a valu une certaine notoriété dans le monde arabe.
Désireux d'étudier la poésie pré-islamique, il se heurte à la difficulté d'accéder à des sources sûres. En effet, les poèmes attribués aux poètes anté-islamiques l'ont souvent été à tort. Beaucoup sont des textes écrits après l'apparition de l'islam. Devant cette difficulté, il découvre que la source d'information la plus riche sur cette période est finalement le Coran lui-même,. C'est paradoxal, puisque la période pré-islamique est nommée jahiliyyah (« ignorance »), car présentée comme une ère obscurantiste qui précède celle de la connaissance apportée par la révélation prophétique. Deux affirmations vont causer l'irritation des cheikhs traditionalistes : d'une part, le Coran serait imprégné de la culture pré-islamique qu'il entend remplacer, c'est-à-dire que le Coran est le reflet de la culture païenne ; d'autre part, cette période, présentée comme celle de l'ignorance par l'histoire musulmane classique, se caractérisait en réalité par la richesse de sa vie culturelle. L'analyse de Taha Hussein arrache le Coran à son intemporalité pour l'ancrer dans l'historicité du contexte où il a vu le jour. Le Coran lui-même n'échappe pas à l'analyse historique critique, puisque Taha Hussein remet en question l'authenticité du récit de la construction de la Ka'ba par Abraham. Ce récit, qui selon lui circulait à l'époque de la prédication de Mahomet, est récupéré par l'islam dans le but d'affirmer la parenté entre les religions abrahamiques et de faciliter les relations entre les communautés.
Par conséquent, le livre a suscité l'hostilité d'érudits religieux à El Azhar et de traditionalistes, qui l'ont accusé de porter atteinte à l'islam. Cependant, le procureur déclara que les propos relevaient de la recherche académique et aucune action en justice n'a été engagée contre Taha Hussein. L'affaire lui valut cependant la perte de son poste à l'Université du Caire en 1931. Son livre a été interdit mais a été republié l'année suivante avec de légères modifications (le passage sur Abraham et la Ka'ba est supprimé) sous le titre Fī al-Adab al-Jāhilī (« Sur la littérature pré-islamique », 1927).
Ainsi, Husayn pose les fondements d'une approche historique de la critique littéraire arabe. Il introduit l'idée qu'une œuvre d'art n'est jamais le produit d'un génie isolé ; son auteur est toujours le fils de son temps, son œuvre est à son tour le produit d'un contexte. Comprendre l'œuvre oblige le critique à connaître l'époque et l'environnement de l'auteur. Taha Husayn est en outre l'initiateur de l'exégèse littéraire, qui sera développée par son élève Amin al-Khuli.
Taha Hussein a marqué plusieurs générations d’intellectuels du monde arabe en appelant à un renouvellement de la littérature arabe, notamment à travers une modernisation de la langue arabe : les phrases d'Al-Ayyâm (peut-être du fait qu'il a dicté l'ouvrage à sa fille, à qui il l'a dédié) ont une grande souplesse, le vocabulaire est simple et abordable.
Notons aussi la nouveauté que peut représenter pour le roman arabe une écriture autobiographique dans laquelle on a pu voir un moyen d'émancipation (André Gide dira à ce propos dans sa préface à la traduction française d'Al-Ayyâm : « C'est là ce qui rend ce récit si attachant, en dépit de ces lassantes lenteurs ; une âme qui souffre, qui veut vivre et se débat. Et l'on doute si, des ténèbres qui l'oppressent, celles de l'ignorance et de la sottise ne sont pas plus épaisses encore et redoutables et mortelles que celles de la cécité. »). Les écrits de Taha Hussein ont été traduits en plusieurs langues.
Professeur émérite des universités, il a également été professeur invité dans plusieurs universités arabes et membre de plusieurs sociétés savantes. Une série de timbres-poste à son effigie a été émise  en reconnaissance de l'ensemble de sa production académique et littéraire.

## Vie privée
Marié à Suzanne Bresseau, il est le grand-père paternel d'Amina Taha-Hussein Okada (également arrière-petite-fille, par sa mère, du poète Ahmed Chawqi), conservatrice en chef de la section indienne du Musée national des Arts asiatiques - Guimet de Paris.

## Distinctions

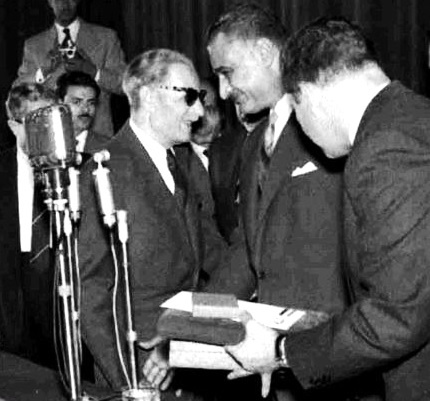
Taha Hussein recevant le grand prix national de littérature des mains de Gamal Abdel Nasser (Le Caire, 1959).

- Président de l'Académie de langue arabe du Caire
- Membre de l'Académie de langue arabe du Caire
- Membre de l'Académie arabe de Damas
- Membre du Comité d'honneur du Centre culturel international de Royaumont
- Docteur honoris causa de l'université de Palerme
- Docteur honoris causa de l'université complutense de Madrid
- Prix des droits de l'homme des Nations unies
- Grand prix national de littérature (Égypte)

## Décorations

### Décorations égyptiennes
- Grand cordon de l'ordre du Nil[26].
- Grand-croix de l'ordre égyptien du Mérite[26].

### Décorations étrangères
- Grand-croix de l'ordre d'Alphonse X le Sage ( Espagne)[26].
- Grand officier de la Légion d'honneur ( France)[27].
- Grand-croix de l'ordre du Phénix ( Grèce).

- Grand cordon de l’ordre national du Cèdre ( Liban)[26].
- Commandeur de l'ordre du Mérite Intellectuel ( Maroc)[26].
- Grand cordon de l'ordre du Mérite civil ( Syrie)[26].
- Grand cordon de l'ordre de la République ( Tunisie)[26].

### Œuvres
- Étude analytique et critique de la philosophie sociale d'Ibn-Khaldoun, thèse soutenue à la faculté de Lettres de Paris, 1917
- Sur la poésie antéislamique [Fî al-shi’r al-jâhily][28], 1926, ressorti en 1927 sous le titre De la littérature pré-islamique.
- En été, 1932
- L'appel du courlis [Du'â' al-Karawân], 1934 (devenu un film en 1959 : L'Appel du courlis)
- Adib ou L'aventure occidentale [Adîb], 1935
  - Édition française : Paris, Clancier-Guénaud, coll. « Archipels », 1988  (ISBN 9782862151359)
- Tajdīd Dhikrá Abī al-‘Alā’ (sur Abu l-Ala al-Maari), 1937 ;
- L'avenir de la culture en Égypte, 1938[29]
- Dans la prison d'Aboul-Ala [Ma'a 'abî l-'alâ' fî sijni-hi], 1940
  - Édition française : Villepreux, Éditions Milelli, 2009  (ISBN 978-2-916590-11-0)
- L'amour perdu, 1942
- Les deux cheikhs, 1943
- L'arbre de la misère [Shajarat al-Bu's], 1944
  - Édition française : tr. Gaston Wiet, Le Caire, Dar Al-Maaref, 1964
- Le livre des jours [Al-ayyâm], tr. Jean Lecerf et Gaston Wiet, préf. André Gide, Paris, Gallimard, coll. « Blanche », 1947
  - Rééditions : Gallimard, coll. « Du monde entier », 1974 ; Gallimard, coll. « L'Imaginaire », no 126, 1984
- La grande épreuve. 'Uthmân, tr. Anouar Louca et Jacques Jomier, préf. Louis Gardet, Paris, Vrin, 1974
- Au-delà du Nil, éd. Jacques Berque, Paris, Gallimard, coll. « Connaissance de l'Orient », 1977  (ISBN 9782070297290)
  - Réédition : Paris, Gallimard, coll. « Connaissance de l'Orient », format poche, 1990  (ISBN 9782070719518)
- La traversée intérieure, tr. Guy Rocheblave, préf. Étiemble, Paris, Gallimard, coll. « Du monde entier », 1992 Seconde moitié de l'autobiographie commencée avec Le livre des jours.

### Études
- Bruno Ronfard, Taha Hussein : Les cultures en dialogue, Paris, DDB, 1995
- Collectif, Taha Hussein dans le miroir de son temps, Tunis, Beït El Hikma, 2001
- Hussam R. Ahmed, The Last Nahdawi: Taha Hussein and Institutions Building in Egypt, Stanford, Stanford University Press, 2021  (ISBN 978-1-5036-1534-2 et 9781503627956)

### Émissions
- Émission sur France Culture : De la France à l'Égypte : hommage à l'écrivain Taha Hussein[30]
- Émission sur Canal Académie : Taha Hussein, rénovateur de la littérature arabe[31]